# Меленко-Дравське
Меленко-Дравське (пол. Mielenko Drawskie, нім. Klein Mellen) — село в Польщі, у гміні Дравсько-Поморське Дравського повіту Західнопоморського воєводства.
Населення — 623 особи (2011).
У 1975-1998 роках село належало до Кошалінського воєводства.

## Демографія
Демографічна структура станом на 31 березня 2011 року:
|          | Загалом | Допрацездатний вік | Працездатний вік | Постпрацездатний вік |
| -------- | ------- | ------------------ | ---------------- | -------------------- |
| Чоловіки | 314     | 73                 | 217              | 24                   |
| Жінки    | 309     | 65                 | 184              | 60                   |
| Разом    | 623     | 138                | 401              | 84                   |